# Conversational Commerce
Conversational Commerce bezeichnet die Integration von Kommunikationskanälen wie Messaging-Apps, Sprachassistenten und Chatbots in den Verkaufs- und Kundenserviceprozess. Diese Technologie ermöglicht es Unternehmen, durch natürliche, konversationsbasierte Interaktionen mit Kunden in Echtzeit zu kommunizieren und Geschäfte abzuschließen. Der Begriff begann in den 2010er Jahren zu kursieren und beschreibt eine der zentralen Entwicklungen im E-Commerce.

## Geschichte
Die Anfänge von Conversational Commerce reichen bis in die 2000er Jahre zurück, als Unternehmen begannen, Chatbots für den Kundensupport einzusetzen. Mit dem Aufstieg von Social Media und Messaging-Apps in den 2010er Jahren verschob sich der Fokus auf die Integration von Handelsfunktionen in diese Plattformen. Ein entscheidender Wendepunkt war die Einführung von Sprachassistenten wie Amazon Alexa und Google Assistant, die die Interaktion mit Kunden durch gesprochene Sprache ermöglichten. Diese Entwicklung brachte eine Unterkategorie des Conversational Commerce hervor, die als Voice Commerce bekannt ist. Voice Commerce ermöglicht es Kunden, Produkte und Dienstleistungen ausschließlich über Sprachbefehle zu erwerben, was die Barriere für den Zugang zu Online-Shopping weiter senkt und eine noch nahtlosere Benutzererfahrung bietet.

## Technologie
Conversational Commerce basiert auf verschiedenen Technologien, darunter:
Künstliche Intelligenz (KI)
KI ermöglicht es Chatbots und Sprachassistenten, natürliche Sprache zu verstehen und zu verarbeiten. Besonders wichtig ist hierbei die Verwendung von Large Language Models (LLMs) wie ChatGPT, die ein verbessertes Kontextverständnis und personalisierte Interaktionen ermöglichen.
Natural Language Processing (NLP)
NLP-Technologien sind entscheidend für das Verständnis und die Verarbeitung menschlicher Sprache. Sie ermöglichen es Systemen, Text- und Sprachbefehle zu interpretieren und darauf zu reagieren.
Machine Learning (ML)
ML-Algorithmen lernen aus Interaktionen mit Benutzern und verbessern kontinuierlich die Genauigkeit und Relevanz der Antworten.
Sprachassistenten
Systeme wie Amazon Alexa, Google Assistant und Apple’s Siri haben die Sprachsteuerung in den Alltag integriert und sind eine wichtige Komponente von Conversational Commerce.

## Anwendungsbereiche
Conversational Commerce wird in einer Vielzahl von Branchen eingesetzt:
EinzelhandelUnternehmen nutzen Chatbots und Sprachassistenten, um Kunden bei der Produktauswahl, Bestellung und Bezahlung zu unterstützen. Ein Beispiel hierfür ist die Integration von Chatbots in Webseiten oder Messaging-Apps wie WhatsApp, um Bestellungen zu verwalten oder Produktinformationen bereitzustellen.
KundenserviceChatbots und virtuelle Assistenten helfen, Kundenanfragen rund um die Uhr zu bearbeiten, was die Effizienz erhöht und die Kundenzufriedenheit steigert.
AutomobilindustrieAutohäuser setzen Conversational Commerce ein, um Termine zu vereinbaren, Probefahrten zu buchen oder Kunden an bevorstehende Wartungen zu erinnern.
GesundheitswesenChatbots können genutzt werden, um Patienten an Termine zu erinnern, Rezepte zu erneuern oder allgemeine Gesundheitsfragen zu beantworten.

## Herausforderungen
DatenschutzDie Nutzung von Conversational Commerce wirft erhebliche Fragen zum Schutz personenbezogener Daten auf. Unternehmen müssen sicherstellen, dass sie den gesetzlichen Anforderungen entsprechen und die Daten ihrer Kunden sicher speichern und verarbeiten. In Deutschland und der Europäischen Union ist die Umsetzung von Conversational Commerce in der Breite derzeit noch eingeschränkt, da viele der eingesetzten Systeme, wie etwa WhatsApp oder Chatbots mit einer ChatGPT-Integration, von amerikanischen Unternehmen betrieben werden. Diese Systeme fallen häufig in einen Graubereich der Datenschutzrichtlinien der Europäischen Union, insbesondere im Hinblick auf die strengen Vorgaben der Datenschutz-Grundverordnung (DSGVO). Unternehmen müssen daher sorgfältig abwägen, wie sie diese Technologien einsetzen und sicherstellen, dass sie den europäischen Datenschutzstandards gerecht werden, um mögliche rechtliche Konsequenzen zu vermeiden.